# Dave Hancock (cầu thủ bóng đá)
David Jeffrey Hancock (24 tháng 7 năm 1938 – 6 tháng 6 năm 2007) là một cầu thủ bóng đá người Anh. Ông sinh ra ở Exeter, Devon và từng thi đấu cho các đội bóng của cả ba hạt cũng như đội tuyển quốc gia Anh.
Hancock bắt đầu sự nghiệp với tư cách cầu thủ trẻ cùng với Plymouth Argyle, thi đấu chuyên nghiệp vào tháng 9 năm 1955. Ông thi đấu 2 trận ở giải vô địch cho Argyle trong mùa giải 1956–57, nhưng lại không thi đấu được thêm trận nào và rời đội để gia nhập Torquay United vào tháng 1 năm 1959. Ông có 177 lần ra sân ở giải vô địch cho Torquay, ghi 12 bàn, và thi đấu cho đội bóng đã giành quyền thăng hạng mùa giải 1959–60. Vào tháng 3 năm 1964, ông chuyển đến Exeter City, ghi 3 bàn trong 40 trận trước khi chuyển sang đội bóng Nam Phi Durban United.
Hancock mất ngày 6 tháng 6 năm 2007, hưởng thọ 68 tuổi.